# Knipowitschia punctatissima
Knipowitschia punctatissima är en fiskart som först beskrevs av Canestrini, 1864.  Knipowitschia punctatissima ingår i släktet Knipowitschia och familjen smörbultsfiskar. IUCN kategoriserar arten globalt som nära hotad. Inga underarter finns listade i Catalogue of Life.